# Billardkugel

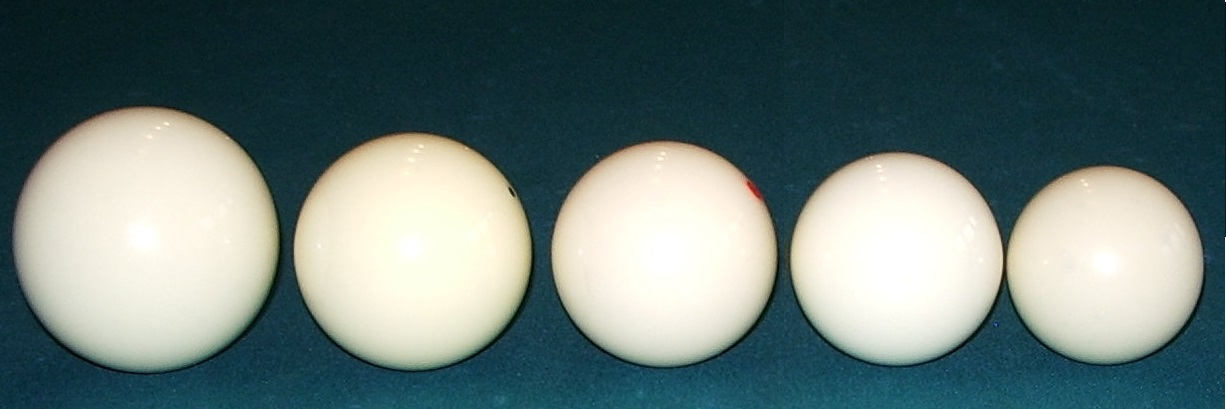
Größenvergleich verschiedener Billardkugeln (von links nach rechts): Russisches Billard (68 mm), Karambolage (61,5 mm), Poolbillard (57 mm), Snooker (hier: 54 mm, Standard ist jedoch 52,5 mm), Blackball (51 mm)

Als Billardkugel oder Billardball bezeichnet man das Spielobjekt beim Billard. Grundsätzlich unterscheidet man Spielbälle, die mit dem Queue berührt werden dürfen und Objektbälle, die nicht mit dem Queue berührt werden dürfen. Anzahl, Farbe und Größe sind in den verschiedenen Disziplinen unterschiedlich.

## Geschichte

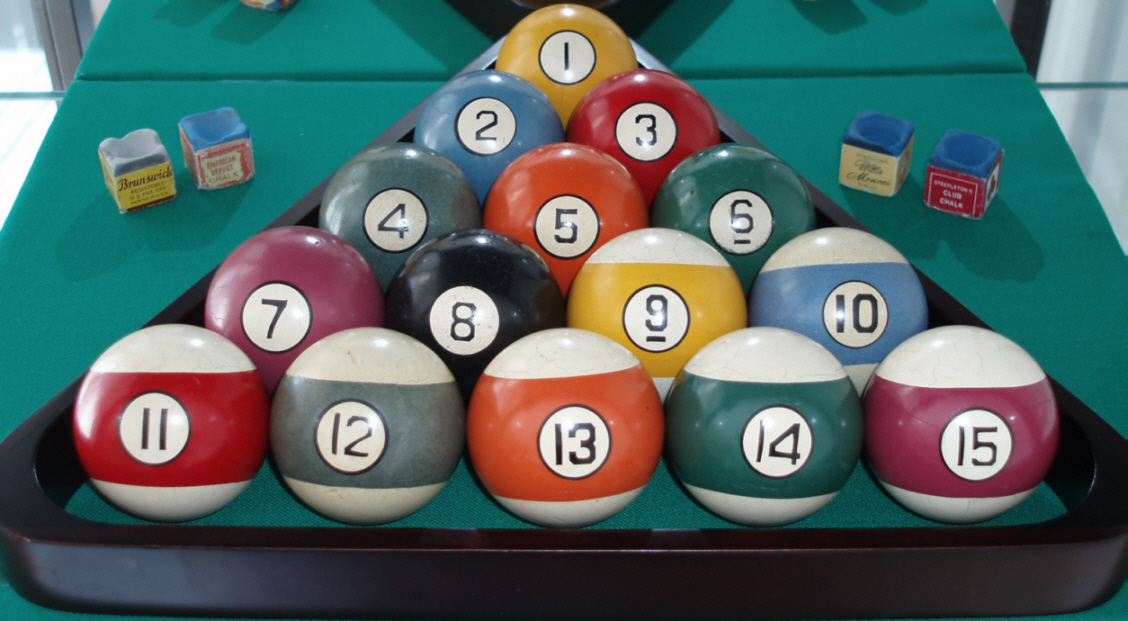
Antiker Kugelsatz aus Hyattschem Kunststoff (ca. 1920)

Die frühesten Kugeln für das Billardspiel wurden aus Elfenbein gefertigt, was allerdings  Nachteile hatte. Die Kugeln nutzten sich schnell ab, ein Nachschleifen wurde nötig und damit veränderten sich Durchmesser und Umfang. Darüber hinaus war das Verhalten der Kugeln nicht kalkulierbar, weil Elfenbein als natürlicher Rohstoff Dichteunterschiede besitzt und daher der Kugelschwerpunkt nicht zwangsläufig in der Mitte lag. Ein weiterer Nachteil war die begrenzte Verfügbarkeit von Elfenbein, was hohe Rohstoffpreise zur Folge hatte.
1863 schrieb Michael Phelan einen Preis in Höhe von 10.000 $ für eine Alternative zur Elfenbeinkugel aus. Im Jahr 1869 fand schließlich John Wesley Hyatt mit Zelluloid einen Thermoplasten, der den Anforderungen genügte und im Laufe der Zeit immer weiter verbessert wurde.
Heute werden Billardkugeln aus hochreinem Phenolharz gefertigt. Marktführer ist die belgische Firma Saluc, die ihren Werkstoff unter dem Namen Aramith vertreibt. Moderne Kunststoff-Kugeln haben im Vergleich zu Elfenbeinkugeln wesentlich bessere Rolleigenschaften und sind zudem widerstandsfähiger. Eine Ausnahme bildete die Karambolagedisziplin Kunststoß. Dort wurden die Elfenbeinbälle bis in die 1960er-Jahre regelmäßig aufgrund ihrer besseren Effet-Eigenschaften bei Massé-Stößen genutzt. Zuletzt wurden sie bei der Europameisterschaft 1986 genutzt. Dort zerbrach dem 7-fachen deutschen Meister Gert Tiedtke bei einem seiner Stoßversuche ein Elfenbeinball in zwei Teile.

## Kugeln beim Poolbillard

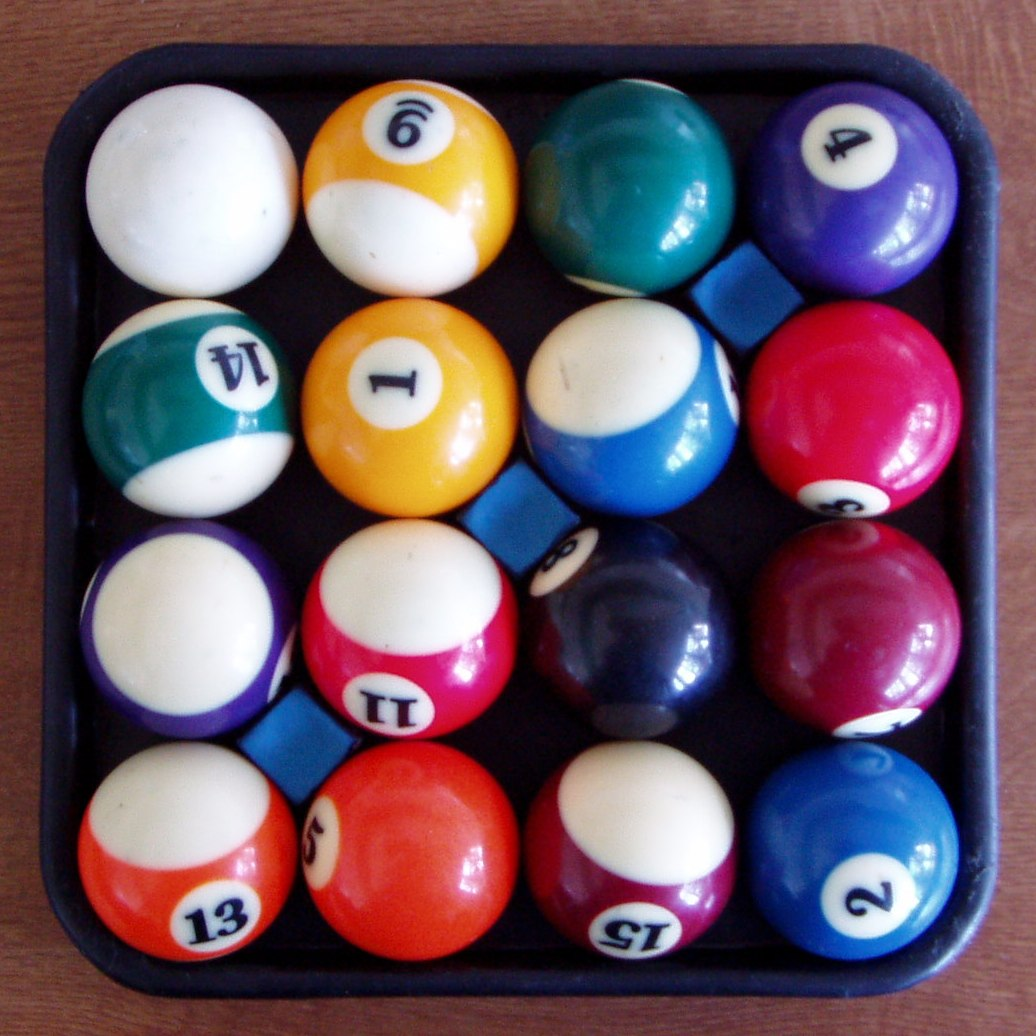
Poolbillard-Ballsatz

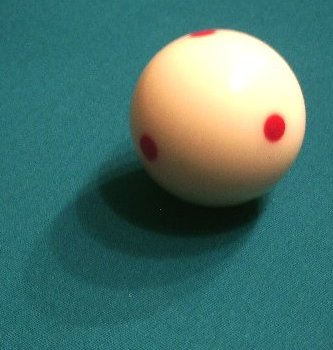
Spielball mit roten Punkten

Die Kugeln beim Poolbillard sind durchnummeriert und farblich genau festgelegt. Neben dem weißen Spielball gibt es 15 Objektbälle. Eine Poolbillardkugel hat einen Durchmesser von 57,2 mm und wiegt 170 g.
Die Kugeln mit den Nummern 1 bis 8 bezeichnet man auch als die Vollen und die Kugeln 9 bis 15 als die Halben, da letztere nur zur Hälfte eingefärbt sind. Dabei sind den Nummern folgende Farben zugeordnet:
- 1/9 = Gelb
- 2/10 = Blau
- 3/11 = Rot
- 4/12 = Lila bzw. Pink1
- 5/13 = Orange
- 6/14 = Grün
- 7/15 = Braun
- 8 = Schwarz
- Spielball: Weiß bzw. Weiß mit roten Punkten1

1 Es gibt Unterschiede zwischen normalen Kugelsätzen und dem Fernseh-Satz, bei dem die Farben zwecks besserer Erkennbarkeit im Fernsehen leicht von den Originalfarben abweichen. Spielbälle mit roten Punkten vermitteln den Zuschauern den verwendeten Effet besser.

## Kugeln beim Snooker

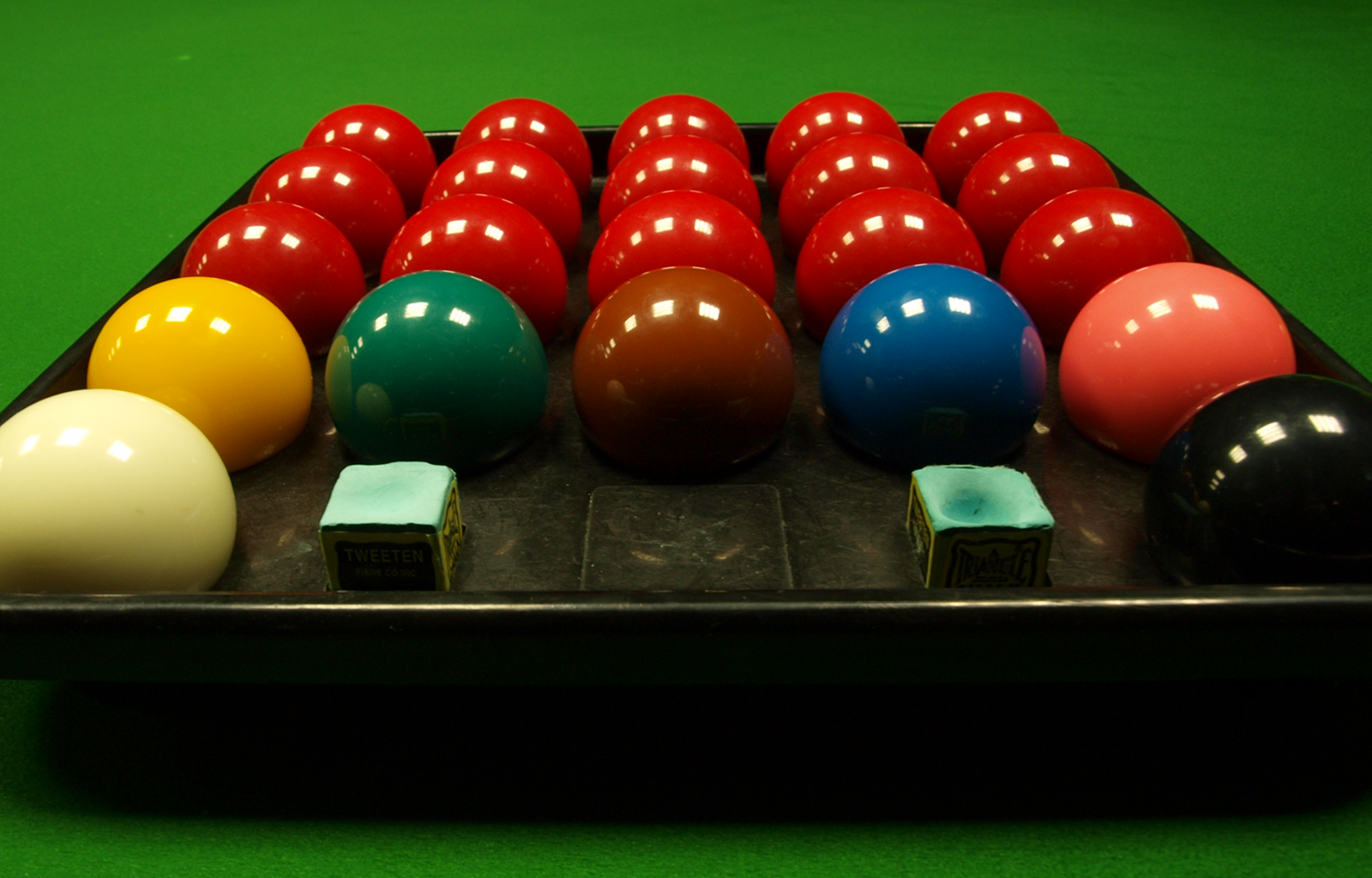
Kompletter Snooker-Ballsatz

Neben dem weißen Spielball gibt es im Snooker noch 21 Objektbälle. Die Kugeln beim Snooker haben, je nach Farbe, unterschiedliche Wertigkeiten. So bringt jede der 15 Roten einen Punkt, während die anderen, nur einmal vorhandenen Farben, zwischen zwei und sieben Punkte bringen. Als Farbige Kugeln werden beim Snooker alle nicht-roten Objektbälle bezeichnet.  Eine Snookerkugel hat einen Durchmesser von 52,5 mm mit einer Toleranz von ±0,05 mm. Sie wiegt zwischen 130 und 150 g, wobei der Unterschied zwischen der leichtesten und der schwersten Kugel in einem Set nicht größer als 3 g sein darf.
- Rot = 1 Punkt
- Gelb = 2 Punkte
- Grün = 3 Punkte
- Braun = 4 Punkte
- Blau = 5 Punkte
- Pink = 6 Punkte
- Schwarz = 7 Punkte

## Bälle beim Karambolage
Beim Karambolagebillard gibt es in den meisten Disziplinen nur zwei Spielbälle (für jeden Spieler bzw. jedes Team einen) und einen roten Objektball, Karambole genannt. Früher waren beide Spielbälle weiß und mit unauffälligen Markierungen versehen, inzwischen ist man jedoch aus Gründen der Übersichtlichkeit dazu übergegangen, mit einem weißen und einem gelben Spielball zu spielen. Diese sind, wie oben erwähnt, mit roten Punkten versehen, um den Effet besser darzustellen. In einer abgewandelten Version gibt es noch einen vierten, blauen Ball. Karambolagekugeln sind mit 61,5 mm (Gewicht ca. 205 bis 220 g) größer als Pool- und Snookerkugeln. Größer sind nur die Bälle beim Russischen Billard.

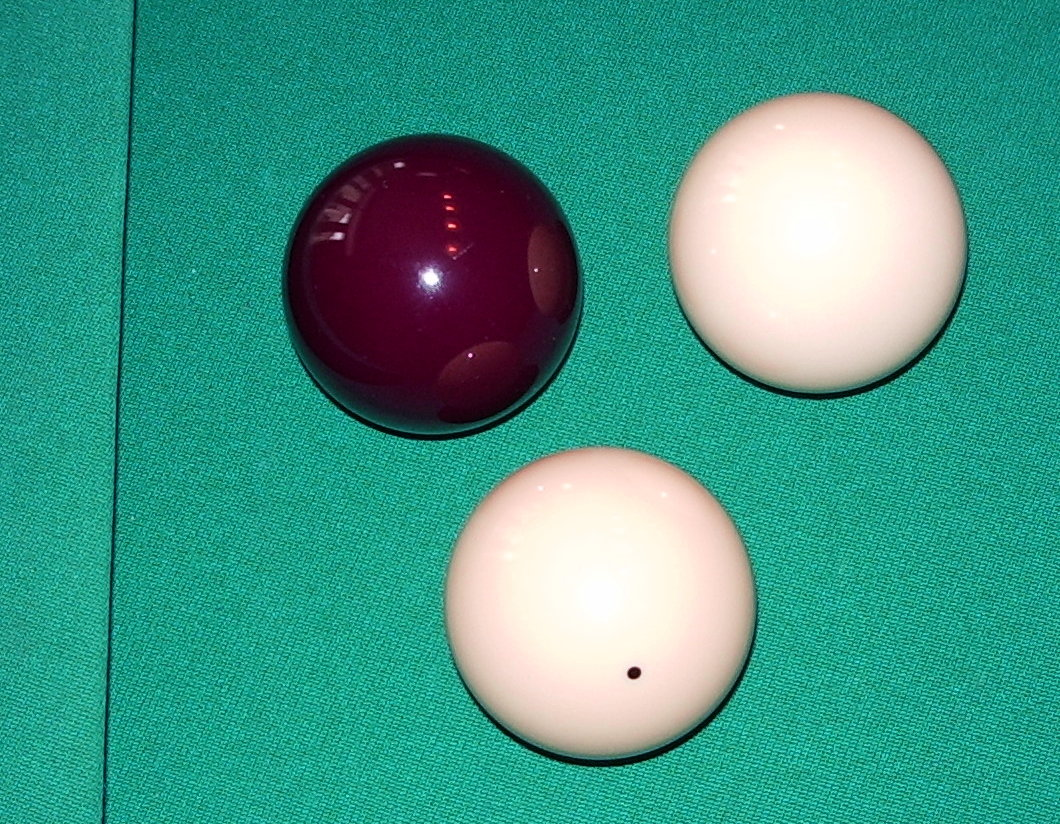
Älterer Ballsatz mit zwei weißen Spielbällen (der untere davon mit Markierung) und dem roten Objektball
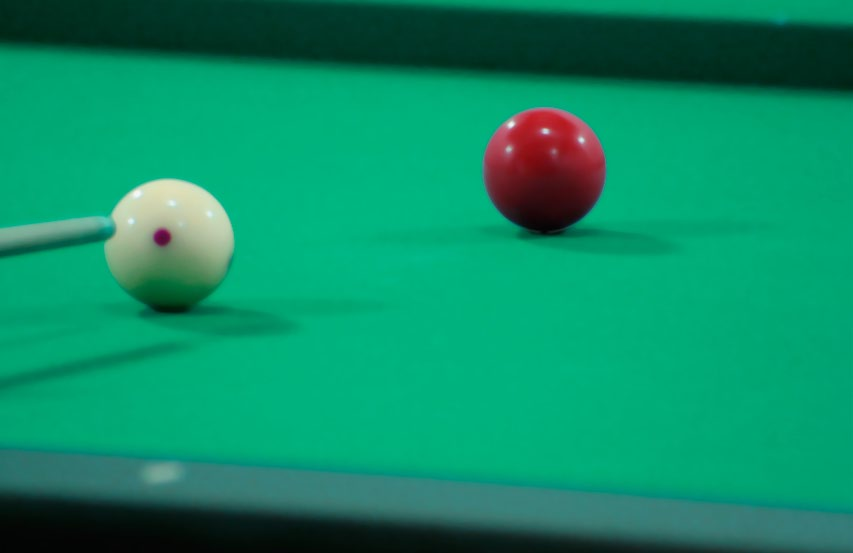
Weißer Spielball mit roten Punkten aktueller Ballsätze
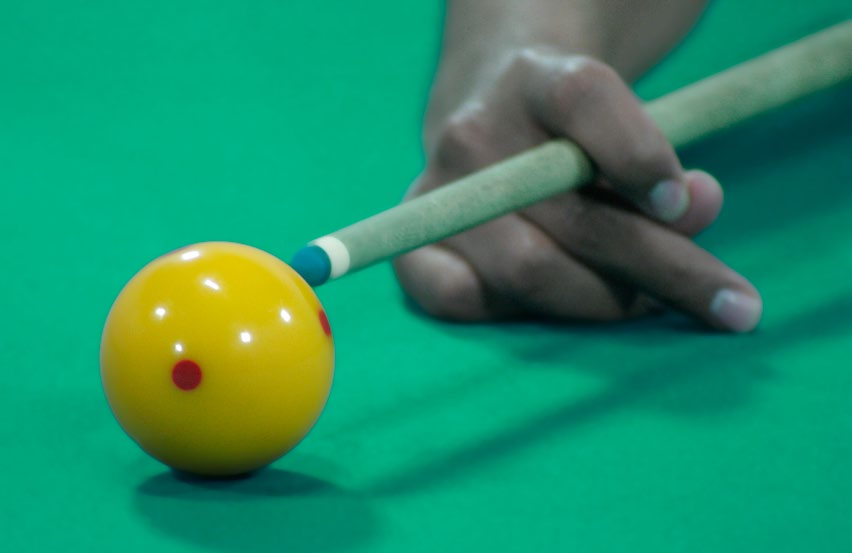
Gelber Spielball mit roten Punkten aktueller Ballsätze

## Kugeln beim Russischen Billard (Pyramide)

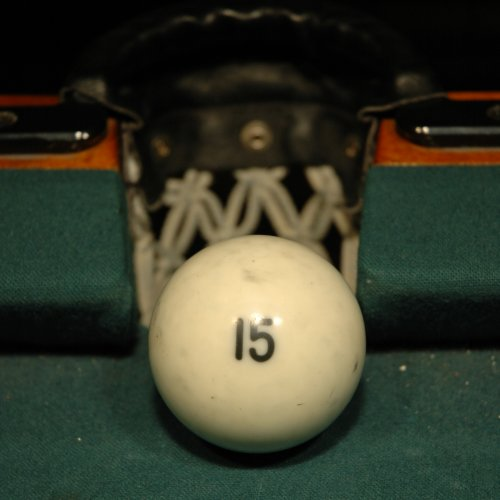
Ball vor Mitteltasche

Mit 68 mm Durchmesser (Gewicht ca. 204 g) sind die Bälle beim Russischen Billard die größten und schwersten Bälle im Billardsport. Es gibt einen roten Anstoßball und 15 durchnummerierte, weiße Objektbälle. Der rote Ball wird nach dem Anstoß ebenfalls zum Objektball und die Weißen zu Stoßbällen (freie Wahl!). Da die Taschen nur wenige Millimeter größer sind als die Bälle, gelten sie als schwer zu lochen.